# Peloptulus borgesi
Peloptulus borgesi är en kvalsterart som beskrevs av C. och C., jr. Pérez-Íñigo 1996. Peloptulus borgesi ingår i släktet Peloptulus och familjen Phenopelopidae. Inga underarter finns listade i Catalogue of Life.